# Saison 7 de Caïn
Chronologie
Saison 6 Saison 8
Cet article présente les épisodes de la septième saison de la série télévisée Caïn.

## Distribution

### Acteurs principaux
- Julien Baumgartner : Capitaine Frédéric « Fred » Caïn
- Julie Delarme : Commandant Lucie Delambre
- David Baiot : Lieutenant Aimé Legrand
- Smadi Wolfman : Dr Elizabeth Stunia
- Mourad Boudaoud : Lieutenant Borel

### Acteurs récurrents
- Natacha Krief : Camille, fille de Caïn

## Liste des épisodes

### Épisode 1:Les origines (1/2)
- France : 15 mars 2019 sur France 2

- Andréa Ferréol : Agnès, la tante de Caïn
- Victoria Abril : Patricia Vautrin, cousine de Caïn
- Alban Casterman : Hervé, le cousin de Caïn
- Diane Robert : Claire, la cousine de Caïn
- Jules Vallauri : Stéphane Duchamps, cousin de Caïn

### Épisode 2:Les origines (2/2)
- France : 15 mars 2019 sur France 2

- Andréa Ferréol : Agnès, la tante de Caïn
- Victoria Abril : Patricia Vautrin, cousine de Caïn
- Alban Casterman : Hervé, le cousin de Caïn
- Diane Robert : Claire, la cousine de Caïn

### Épisode 3:La pêche miraculeuse
- France : 22 mars 2019 sur France 2

- Christian Rauth : Marius Pardon
- Jules Fabre : Julien Pardon, fils de Marius
- Clémentine Bernard : Sylvie Ferrara

### Épisode 4:Mise à nu
- France : 22 mars 2019 sur France 2

- Edouard Collin : Enzo Belliard
- Laurent Hennequin : Étienne Sorlin
- Sandy Lewis Godefroy : Noémie Sorlin
- Jules Dousset : Jordan
- Nicolas Jacques : Sébastien
- Christine Lemler : Florence Orsini

### Épisode 5:Portrait craché
- France : 29 mars 2019 sur France 2

- Barbara Chaulet : Alison Komolov
- Céline Spang : Maddy Komolov
- Violaine Brebion : Paula Komolov

### Épisode 6:Harcèlement
- France : 29 mars 2019 sur France 2

- Astrid Veillon : Astrid Darmont
- Stefan Godin : Hervé Darmont
- Alika Del Sol : Solange Marquet, la DRH
- Simon Guibert : Edgar Blanchot

### Épisode 7:Chemin de Compostelle
- France : 5 avril 2019 sur France 2

- Aurélie Vaneck : Alix
- Guilaine Londez : Anita

### Épisode 8:Vertiges
- France : 5 avril 2019 sur France 2